# Schoenocaulon officinale
Schoenocaulon officinale (Syn.: Sabadilla officinarum Veratrum officinale, Asagraea officinale, Helonias off., Asagra caracasana), ook Sabadil-luizenkruid; luizensabadil of Mexicaans luizenkruid genoemd is een giftige Amerikaanse plant met geelachtige bloemen die in de homeopathie toegepast wordt.